# Gelas
Gelas (em latim: gelae; em grego: Γῆλαι, Γέλαι, ou Γέλοι) foram uma antiga tribo cita.

## Origem
Segundo Josef Wiesehöfer, os géis são um povo de origem cita, mencionado pela primeira vez por Estrabão (segundo Teófanes de Mitilene) que habitava as margens sudoeste do mar Cáspio. Alguns autores antigos (Plínio, o Velho ou Ptolemeu) os identificaram com cadúsios. O nome da tribo continua a existir no nome moderno da província de Guilão, no Irã.